# 此间的少年
《此間的少年》（以下簡稱《此間》）為江南所著的小說。該小說的人物以金庸武俠小說中的人物為藍本，故事則多來自江南自身在北京大學的求學生活。該書為江南成名作，2001年開始連載於網路，竄紅後於2002年出版實體書，長銷於市。2009年該書在中国作家出版集团和中文在线联合主办的「网络文学十年盘点」中獲選「十佳优秀作品」之一。
2010年，北京大學學生會出品了該書的電影版本（DV版），參與人員均為當時北大的學生或教師。華策影業曾於2016年宣布將該書改編為電影版，也曾有新聞指出將改編電視劇版本。然而，金庸於2015年得知此作後認定江南與相關出版銷售單位侵權，因此提告。該案於2017年4月開庭。

## 創作背景與出版
《此間》爲江南的第一部作品，也是其成名作，最初只是他練筆的稿子。他在創作其他作品的過程中，讀到略帶同人小說風格的短篇故事〈王語嫣〉，受啟發而創作了類似風格的《此間》。2001年，《此間》開始連載於網路論壇「清韵书院」，一天更新一篇。作品完成於2002年。那時正值江南於美國留學的時期。此作一開始流傳於大學的BBS站，竄紅得很快，點擊量達幾百萬，成為一時的熱門話題。實體書籍出版後也在書市熱銷。
《此間》的人物均以金庸武俠小說的角色為藍本，背景「汴京大學」以北京大學為模板，故事則為他們的大學生活。作者本身畢業於北京大學化學系，書中的大部分故事以他在北大的求學生活為原型。此作被認為是「金庸武俠小書當代校園版」，也被譽為「校园青春文学开山之作」、「青春文学的经典之作」，曾於十年間再版五次（2012年數據），並於書市長銷多年。
一名網路暱稱「榕峰」的忠實讀者曾花了九個月獨自錄了《此間》全部的有聲書，放在網站上免費供人聽。江南曾預定與他合作《此間2》的有聲書。後來榕峰患病，江南為了幫他籌治療費而第三次再版了《此間》。此版數量有限，並且為有聲書。
江南最初並沒料到《此間》會如此受歡迎，後來則認為也許是因為很多人的往事是很相似的：「我讲述了这种最简单最大众也最庸俗的青春，给那些和我一样的普通人作为纪念。」他曾認為此書是他於一無所有時創作的，用以紀念自己的青春。多年後回頭，又認為那時擁有無限可能的自己其實很富有。

## 故事簡介
根據江南，故事中的人名全部出自金庸的15本武俠小說，然而他們較接近作者身邊的朋友，該書描寫的也是全新的故事：
來自蒙古的少數民族學生，郭靖，在嘉祐一年時進入汴京大學化學系就讀。他於開學第一天在校門口巧遇就讀生物科技系的楊康、在歡迎新生的林蔭道撞見物理系的黃蓉、因為一場誤會差點和國企的令狐沖打架，然後國企的高年級生喬峰登場，並將令狐沖拉開。此書便是描寫這麼一群人，再加上稍後出場的穆念慈、王語嫣、歐陽克、林平之等人在汴大發生的故事。

## 改編作品
《此间》有两个非專業拍攝的电影版本，或稱做DV版，兩者皆出品於2010年。一个由北京大学校团委等投资10万，并由学生组织拍摄。另一个是南京大学06级化学系一个学生自己用DV拍的，演员也是学生。

### 北京大學版電影
北京大學學生會於2010年將《此間》改編為公益電影，影片的導演、編劇、主演等皆為當時的在校生或老師，資金共10萬。北大藝術學院當時的碩士生，王垚，擔任此版電影的編劇與導演。劇組於2009年6月開始全校海選演員，7月開始練排。原訂8月開機，因資金不足而擱置直到2010年7月。劇組於該年7月花了兩週在北大校園完成所有拍攝。剪輯花了5個月，2010年12月23日於北大點映，2011年1月1日首映。首映距原著出版正好十年。
該片預告片上傳優酷網之後一週，點播量已超過萬次。公映後迅速成為中國大陸大學的熱門話題，網路點擊量超過五百萬。其主題曲《轉身之間》的詞曲由學生創作，在校園內外也引起廣泛共鳴與傳唱。
片中飾演郭靖的苏哲於2011年接受採訪時曾說：「按道理一部两百多分钟，又是情节比较慢，制作成本也不高的片子会把人看睡着的，但是北大同学没有，这说明我们和这部片子有共鸣，每个人都是此间的少年。」然而，2016年北大畢業季重新放映《此間》時，該片導演王垚感慨道：「这部戏当时的笑点，现在已经没有人笑了，当时会有很多人鼓掌的时候，现在已经没有人鼓掌了。」

### 南京大學版電影
另有一南京大學版的電影，由南大化學系06級拍攝。影片同樣於2010年釋出，時間上稍早於北大。其中，故事裡的汴大改為南大的前身中央大學。

### 電影及電視劇
2004至2005年曾有一網路評選，從網路熱門小說中選出網民最喜愛的劇本，將其拍攝為電影。2005年初，《此间的少年》為六部進入電影題材終選的作品之一。最後由《谁说青春不能错》取得最高票，獲得改編電影的機會。
2012年曾有新聞指出《此間》將拍攝電影版，將由高晓松執導。
2016年6月，华策影业在“梦+1”计划发布会上公布將拍攝小說改編電影。2017年4月，原著小說侵權案調查結果尚未公布，而電視劇版本「已提上日程」。

## 其他迴響
有些北大老師於招生時會帶上幾本此書，分贈學生。
2011年時任北大校長的周其鳳曾於該年畢業典禮致詞時提及此作。
2012年，高晓松經江南授權，以「此間的少年」為名舉行個人作品演唱會。「此間的少年」被認為已成青春回憶的代名詞。

### 獲獎
《此間》在2008至2009年中国作家出版集团和中文在线联合主办的「网络文学十年盘点」中獲選「十佳优秀作品」之一。終審評語為「生气勃勃，形式新颖，作者撞正网络需求，运气很好」。

### 同名學生雜誌
2012年秋季，北京大學學生會創辦了報紙刊物《此間》（全名即為「此間」），後成為北京大學校內發行量最大的學生刊物。命名理由據時任學生會宣傳部長的曹光宇為「此间的少年是一个非常有唤起感的词组，能够让人直接联想到北大学生的精神风貌和许多与之相关的事情」。2013年發行第一期報紙，後來改為乘載力更強、質量更高的雜誌。2014年《此間》於首屆「中国大学生新闻媒体峰会」設置的六項大獎中，憑一期「新生特刊」獲兩項提名。

### 法律爭議
2015年，金庸發現江南在小說《此間》中擅自使用大量自己的武俠小說中的人物，並未經過其同意，因此向江南以及《此間》相關出版銷售單位提起訴訟。金庸向法院提出幾項訴求：停止複製、發行該小說，並銷毀庫存；在指定報紙、網站刊登致歉聲明等，並要求江南賠償500萬人民幣。截至當時，中國大陸的法律並未對同人作品是否侵權做出明確規定，類似判例也極少。該案判決結果可能對往後同人作品發展有深遠影響，因此引起各方廣泛關注，被稱為「国内（中國大陸）同人作品第一案」。新京報於報導中評論：「江南說自己曾於出版《此間》前就法律問題諮詢過律師，然期間社會文化背景、媒介環境等已有巨大改變，有許多需要考慮的問題，因此此事很難下定論。而雖有網友認為金庸過分了，『但对于一个影响了一个时代的作家，这也许就是他爱护羽翼的方式』」。江南對此事曾說：「相信法院审理。无论法律层面的结果如何，我都非常非常地抱歉于我22岁那年的孟浪和唐突，这些事情给金庸先生造成的困扰令我非常地自责。」
該案於2017年4月開庭。
金庸生前告中國作家江南抄襲其小說人物的「同人作品案」，終於迎來定讞。廣州知識產權法院近日二審判決，認定構成著作權侵權和不正當競爭，判江南賠償人民幣188萬元（約27萬美元）。